# Petróporo
Petróporo är en ort i Grekland.   Den ligger i prefekturen Trikala och regionen Thessalien, i den centrala delen av landet, 230 km nordväst om huvudstaden Aten. Petróporo ligger 93 meter över havet och antalet invånare är 629.
Terrängen runt Petróporo är platt söderut, men norrut är den kuperad. Runt Petróporo är det ganska glesbefolkat, med 43 invånare per kvadratkilometer. Närmaste större samhälle är Trikala, 13,7 km väster om Petróporo. Trakten runt Petróporo består till största delen av jordbruksmark.